# Araneus idoneus
Araneus idoneus este o specie de păianjeni din genul Araneus, familia Araneidae. A fost descrisă pentru prima dată de Keyserling, 1887.
Este endemică în Queensland. Conform Catalogue of Life specia Araneus idoneus nu are subspecii cunoscute.